# Sint-Petruskerk (Eestrum)
De Sint-Petruskerk of de Protestantse kerk van Eestrum is een goed bewaard gebleven en complete 13e-eeuwse romaanse kerk gebouwd van rode baksteen, gelegen aan de Schoolstraat in het midden van Eestrum. Het is een van de vele middeleeuwse kerken in Friesland. De kerk was ooit een rooms-katholieke kerk gewijd aan Petrus maar werd tijdens de reformatie in één week in 1587 ontdaan van heilige beelden en beschilderde muren en werd zo een protestantse kerk. De kerk is geregistreerd als rijksmonument nummer 35645 en is gewaardeerd met een zeer hoge culturele historische waarde.

## Beschrijving
Het schip en het halfrond gesloten priesterkoor stammen uit de 13e eeuw. De zadeldaktoren is gebouwd rond 1230. Aan de hoeken van het schip zijn steunbeerachtige constructies gemetseld en de buitenmuren zijn aan de bovenzijde versierd met zogenaamde ‘keperfriezen`. Het koor heeft vijf gelijkmatige aangebrachte rondboogvensters en in de zuidmuur bevinden zich twee grote spitsboogvensters en één rondboogvenster aan de zijde van de toren. In de noordmuur bevinden zich twee rondboogvensters in het bovenste gedeelte van de muur en twee dichtgemetselde ingangen aan de onderzijde.. Tijdens een renovatie werden twee hagioscopen ontdekt in de oostelijke travee. Zij werden hersteld in de oorspronkelijke staat. Deze kleine vensters worden ook wel leprozenruitjes genoemd.
Het schip is overdekt met een romanogotisch koepelgewelf en in elke travee komen acht ribben samen in een ring.
De houten kansel, uit het derdekwart van de 17e eeuw, is gesitueerd aan de noordmuur op de plek waar het koor en schip samen komen.
In Eestrum bevindt zich geen windwijzer in de vorm van een haan op de toren, maar een in de vorm van een paard. De haan is een christelijk symbool, dat verwijst naar Christus als Verlosser. Oorspronkelijk stond er op deze kerk ook een weerhaan, zoals op de meeste Friese kerken. Toen die er afwaaide was het goedkoper om hem te vervangen door het exemplaar in de vorm van een paard.
In 2007 werd begonnen met de renovatie en werd het pijporgel uit de voormalige gereformeerde kerk van Eestrum hierheen verplaatst. Tijdens de Tweede Wereldoorlog werd de klok uit 1759 door de Duitsers geroofd, de huidige bel is door de gemeente in 1949 aangebracht als vervanging. In een gemeentelijk rapport wordt over de kerk geschreven: ‘Vermoedelijk het oudste, zeker het fraaiste in onze gemeente‘. De kerk wordt nog elke zondag gebruikt en biedt plaats aan honderdvijftig bezoekers.

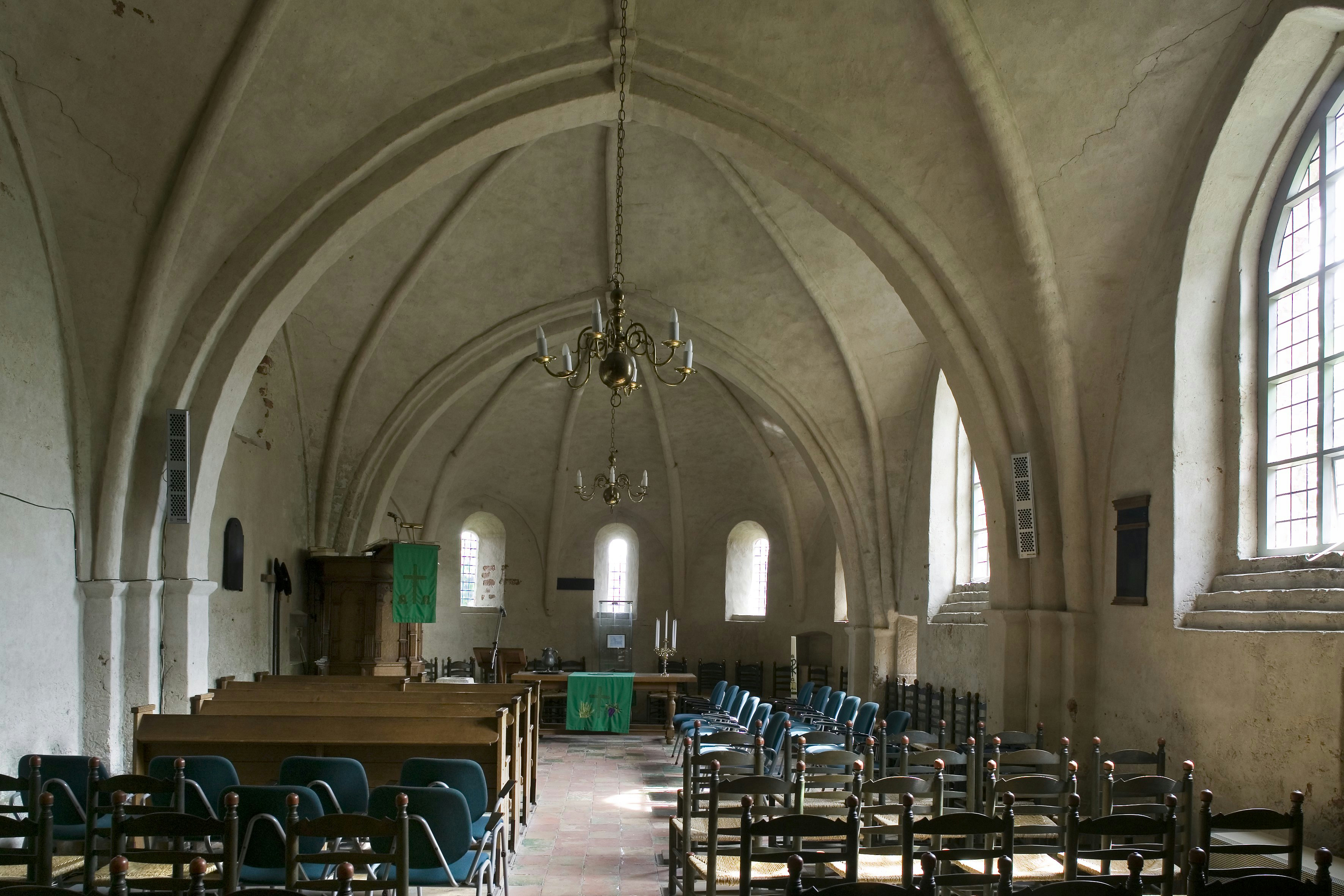
Interieur met preekstoel (2006)
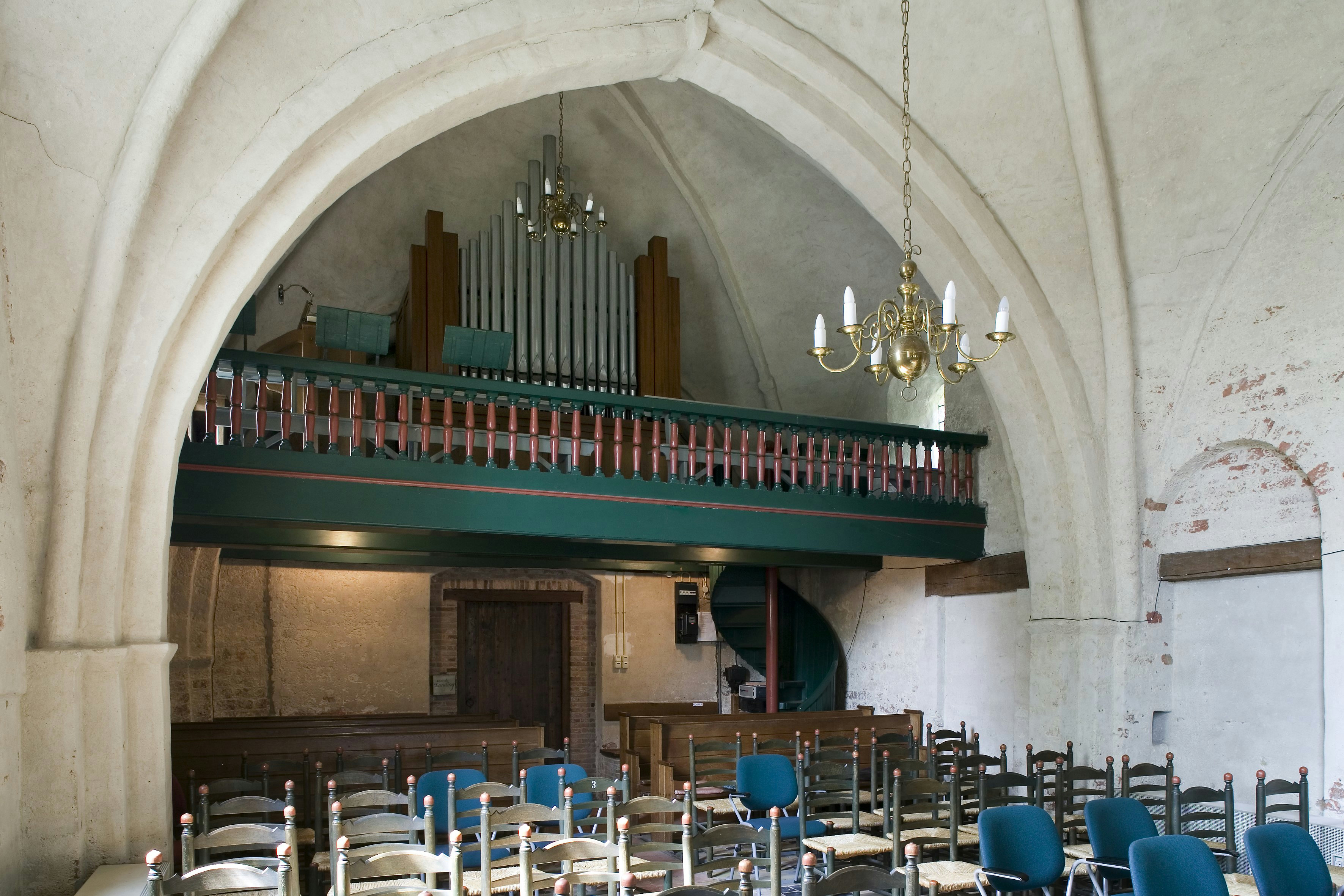
Interieur met orgel (2006)
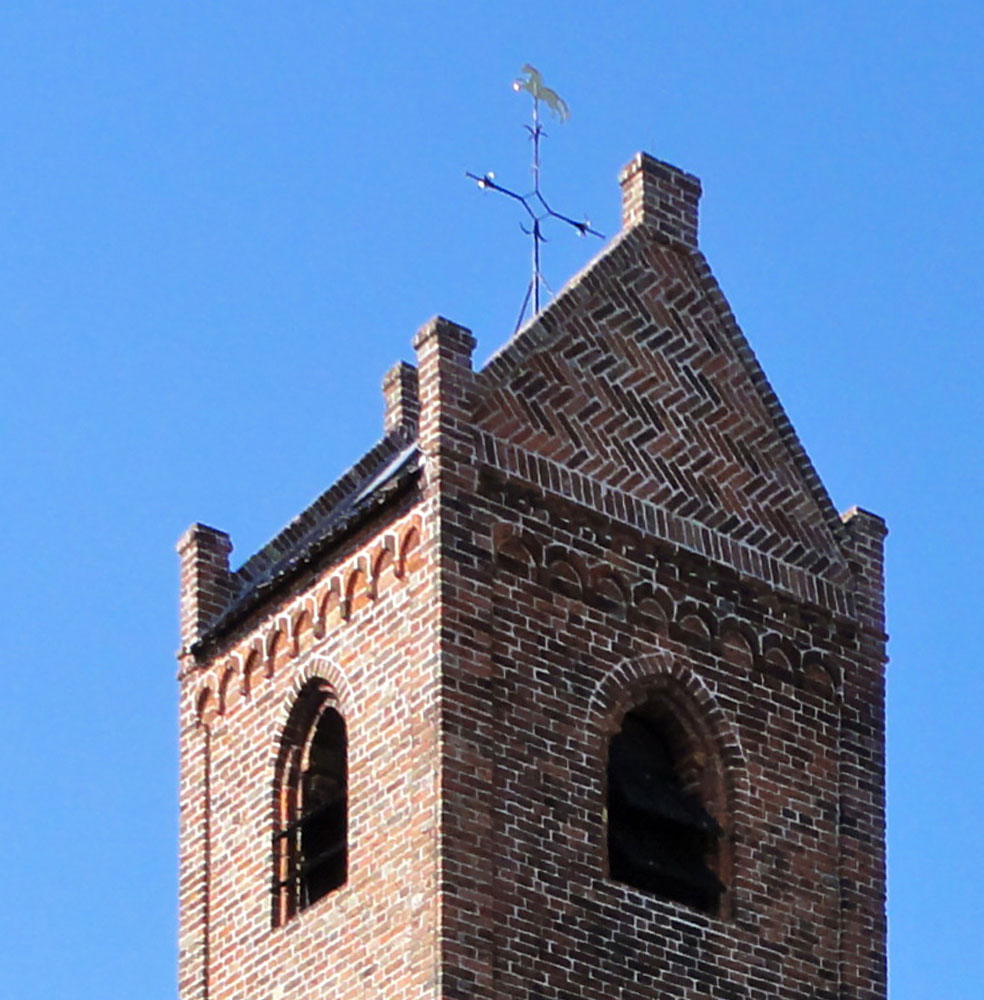
Toren met windwijzer in de vorm van een paard op de kerktoren van Eestrum